# Ткаченко Володимир Пилипович
Ткаченко Володимир Пилипович  (нар. 14 червня 1947, м. Харків, УРСР, СРСР) — кандидат технічних наук, професор, завідувач кафедри медіасистем і технологій (МСТ) Харківського національного університету радіоелектроніки (ХНУРЕ), науковий керівник науково-дослідної лабораторії «Геоінформаційні системи і комп’ютерна графіка», академік Академії наук прикладної радіоелектроніки, почесний професор видавничо-поліграфічного інституту НТУУ «КПІ ім. Сікорського» (Київ)

## Біографія
Володимир Ткаченко народився 14 червня 1947 р. у місті Харкові.
У 1975   з відзнакою закінчив Харківський інститут радіоелектроніки (ХІРЕ) (нині Харківський національний університет радіоелектроніки) за  спеціальністю Автоматизовані системи управління.
У 1979 році працював на кафедрі електронних обчислювальних машин на посаді асистента, у 1983 на посаді старшого викладача кафедри електронних обчислювальних машин (ХІРЕ).
19 лютого 1982 захистив дисертацію  на здобуття наукового ступеня кандидата технічних наук.
У 1986 році стає доцентом кафедри інженерної графіки (ХІРЕ).
У 1988 призначено завідувачем кафедри інженерної графіки (ХІРЕ).
У 2008 затверджено у вченому званні професора кафедри інженерної та комп’ютерної графіки (ХНУРЕ), а 2021 стає професором кафедри медіасистем та технологій (ХНУРЕ).

## Наукова діяльність
З 2002 року – науковий керівник науково-дослідної лабораторії «Геоінформаційні системи та комп’ютерна графіка».
Наукові інтереси – автоматизація управління просторово-розподіленими об’єктами; геоінформаційні системи і технології; електронна картографія; автоматизація управління технологічними процесами медіасистем; автоматизоване планування і управління розвитком і функціонуванням газорозподільчих систем.
Наукові та технічні досягнення: моделі та методи побудови геоінформаційних аналітичних систем міст і територіальних утворень (модель організації даних в системі, оптимальна архітектура системи, технології розробки цифрових карт, методологія розробки і впровадження системи із застосуванням WEB-технологій на базі пропрієтарного і вільного інструментального програмного забезпечення ); моделі і методи автоматизації управління технологічними процесами видавничо-поліграфічних підприємств (методи розробки засобів автоматизації додрукарської підготовки видання, методи розв’язання задачі оптимального завантаження технологічного обладнання поліграфічного підприємства); моделі і методи автоматизованого управління розвитком і функціонуванням газорозподільчих систем.
В рамках реалізації науково-дослідних робіт (НДР) працював науковим керівником 4 держбюджетних та 15 госпдоговірних робіт, серед яких: «Дослідження та розробка узагальнених моделей кольоровідтворення», «Розроблення технології та інструментальних засобів створення міських геоінформаційних систем на базі програмних продуктів з відкритим кодом», «Розробка концепції та схеми сценаріїв мультимодальної взаємодії користувача з офісним додатком на платформі Tizen» (замовник – представництво фірми SAMSUNG в Україні), «Створення геоінформаційної системи моніторингу впливу проєктів розвідки та видобутку вуглеводнів на соціально-економічний розвиток місцевих громад Харківської області” (замовник – представництво  “Шелл Експлорейшн енд Продакшн Юкрейн Інвестментс (IV) Б.В.). 
Науковий керівник 11 кандидатів наук за спеціальностями 05.13.06 – інформаційні технології, 05.01.01 – прикладна геометрія та комп’ютерна графіка, серед них: Є.І. Грінченко, О.Л. Сітабдіева, І.А. Божинський, О.В. Попов, Д.В. Костарєв, К.О. Кобильнік, В.Ф. Челомбітько, І.С. Табакова. Науковий керівник аспірантів і магістрів.

## Нагороди та відзнаки
- Нагрудний знак МОН України «Відмінник освіти України».
- Нагрудний знак МОН України «За наукові досягнення».
- Почесна грамота Державного комітету інформаційної політики, телебачення і радіомовлення України.

## Публікації та патенти
- 170 публікацій, 12 книг (10 навчальних посібників, 2 монографії), 3 авторських свідоцтва.
- Підручники та навчальні посібники, серед них:
- Компьютерные графические системы. Харків: ХНУРЕ, 1996.
- Монография: Трубопроводные системы энергетики: Управление развитием и функционированием. – Новосибирск: Наука, 2004.
- Послепечатные процессы. Харьков: ХНУРЭ, 2005.
- Оперативные и специальные виды печати. Технология, оборудование. Харьков: ХНУРЭ, 2005.
- Основы метрологии, стандартизации и управления качеством печатной продукции. Навч. посібник МОНУ – Харків: ХНУРЕ, 2005.
- Цифровий оперативний друк. Харків, 2007.
- Обробка текстової інформації у видавничих системах. Частина І. Харків: СМІТ, 2007.
- Энциклопедия издательского дела. Харьков, 2008.
- Технічні засоби комп’ютеризованих видавничих систем. Харків: Компанія СМІТ, 2008.
- Стандарти в поліграфії та видавничій справі. Львів: Вид-во Укр. акад. друкарства,2011.
- Обробка текстової інформації у видавничих системах. Частина ІІ. Харків, ХНУРЕ, 2012.
- Монография: Поддержка стабильности цвета в открытых полиграфических системах. Харьков: ООО «ТИПОГРАФИЯ МАДРИД», 2013.
- Геоінформаційні системи Україна. Харків - ТОВ «Оберіг», 2014.
- Трубопроводные системы энергетики: Методические и прикладные проблемы математического моделирования. Монографія. Росія, Новосибірськ, 2015.
- Геоінформаційні системи. Вступний курс: Навчальний посібник. - Україна. Харків. ХНУРЕ, 2017.
- Hordieiev, A., & Tkachenko, V. (2024). Вплив інформаційно-комунікаційних технологій на успішність студентів та їх залучення до навчального процесу. Технологія і техніка друкарства, №3(85). DOI: 10.20535/2077-7264.3(85).2024.312833
- Бізюк, А. В., Ткаченко, В. П., & Бізюк, В. В. (2019). Дослідження структурно-логічної схеми навчання методами теорії графів. Технологія і техніка друкарства, №3(65). DOI: 10.20535/2077-7264.3(65).2019.193802
- Ткаченко, В. П. (2014). Побудова геодезичної лінії гладкої поверхні, яка виходить із даної точки у заданому напрямку. // Матеріали 18-го Міжнародного молодіжного форуму «Радіоелектроніка і молодь у XXI столітті», м. Харків, Україна.
- Ткаченко, В. П. (2015). Геоинформационная система портала открытых данных региона. // Інформаційні системи і технології: матеріали 4-ї Міжнародної науково-технічної конференції, Харків, Україна.
- Ткаченко, В. П. (2015). Геометричне моделювання геодезичних ліній між двома точками на гладких поверхнях. // Матеріали XIX Міжнародного молодіжного форуму «Радіоелектроніка і молодь у XXI столітті», Харків: ХНУРЕ.
- Ткаченко, В. П. (2015). Процессы разработки пользовательского интерфейса для мобильного приложения. // Інформаційні системи і технології: матеріали 4-ї Міжнародної науково-технічної конференції, Харків, Україна.